# レイノーサ
レイノーサ（スペイン語: Reinosa）は、スペイン・カンタブリア州のムニシピオ（基礎自治体）。コマルカ・デ・カンポー＝ロス・バジェスの行政・経済中心地である。イハル川とエブロ川が交差する地点に位置する。レイノーサは自治体であるカンポー・デ・エンメディオに完全に取り囲まれた状態となっている。

## 歴史

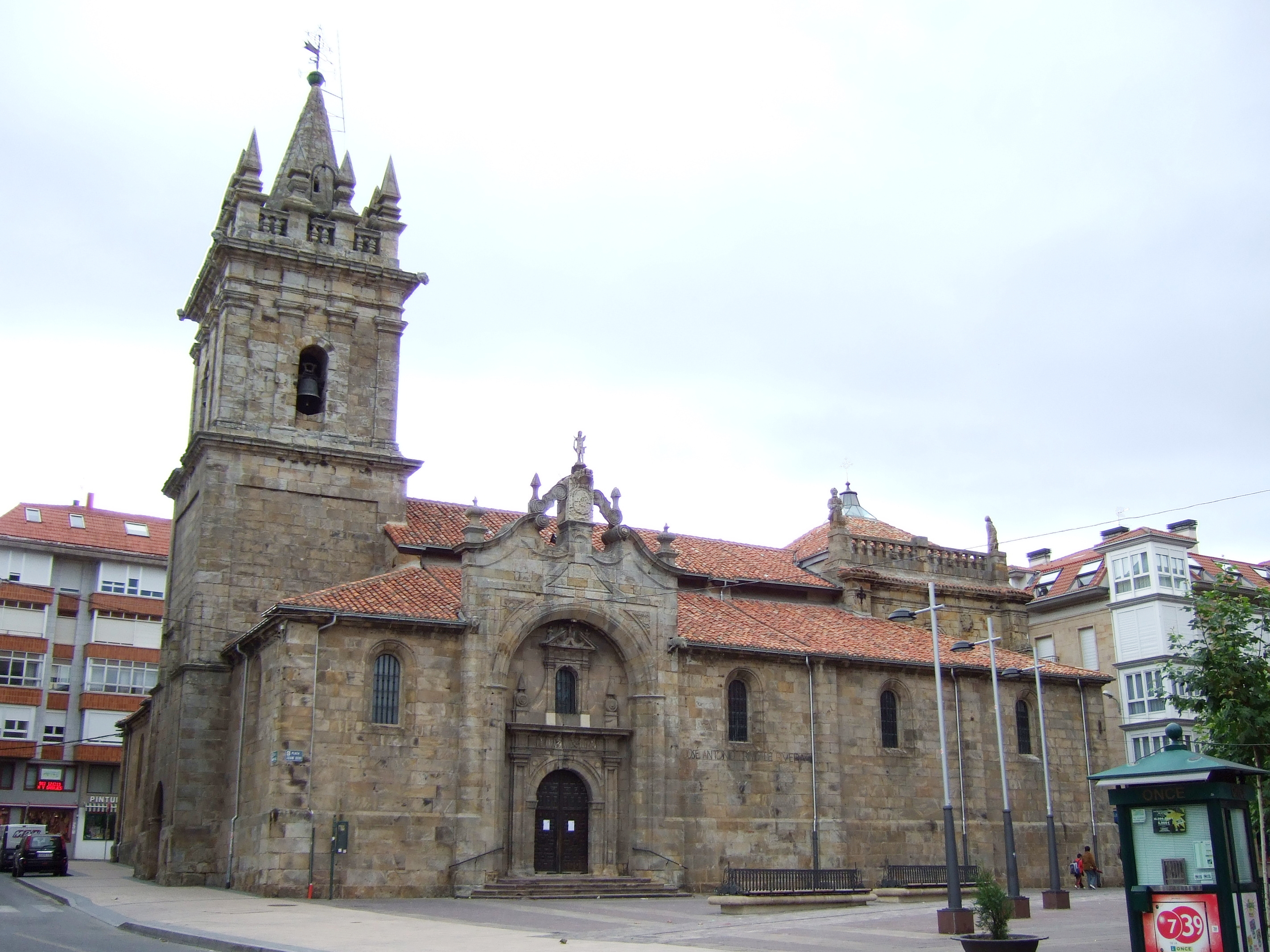
バロック様式のサン・セバスティアン教区教会

860年以降、アストゥリアス王国に仕えるカスティーリャ伯ロドリゴ・デ・カスティーリャの領土だった。レイノーサの地は、サラセン人の侵入を食い止める辺境の要塞であった。
スペイン・ハプスブルク家およびスペイン・ブルボン家初期には、トロ県（現在は消滅）に属していた。
スペイン内戦中のレイノーサは重要な位置にあった。反乱軍の動きを感知する国境地帯にあったためである。
フランコ死後の民政移管後、レイノーサでは産業が盛んになった。しかし1987年にはレイオフが行われるなど経済は停滞状態にあった。1987年3月から4月にかけ労働者の暴動が起き、沈静化のためグアルディア・シビルが動員された。多くの負傷者が双方に出たが、グアルディア・シビルが労働者に向けて使用したガス弾によってスペイン労働者委員会のメンバー、ゴンサロ・ルイスが死亡した。
ルイスの死により、1937年5月6日と5月7日にレイノーサとその周辺地域にてゼネストが行われた。ルイスの葬儀が行われた5月7日にはカンタブリア州全土で2時間のストライキが行われた。
近年、一部の産業分野が回復してきている。

## 交通
- 道路 - N-611。北のサンタンデールから南のパレンシアまでの間を走る国道だが、非常に曲がりくねっている。A-67（es、カンタブリア＝メセタ高速道）と全長700mのモンタブリス橋が建設されてから改善された。
- 鉄道 - セルカニアス サンタンデールC-1号線、レイノーサ駅

## 姉妹都市
- デイテブレ、スペイン